# 서울 구 공군사관학교 교회
서울 구 공군사관학교 교회는 서울특별시 동작구 신대방동, 보라매공원에 있는 1964년 건축가 최창규에 의해 설계된 건물이다. 2019년 3월 11일 대한민국의 국가등록문화재 제744호로 등록되었다.

## 등록 사유
「서울 구 공군사관학교 교회」는 1964년 건축가 최창규에 의해 설계된 건물이다. 1985년에 공군사관학교가 충북 청주로 이전하면서 조성된 보라매공원 내에 있으며, 옛 공군사관학교의 역사를 상징적으로 보여주고 있다. 이 건물은 급경사로 디자인된 지붕형태와 수직성을 강조한 내부 공간 등이 당시 일반적인 교회건축의 형식에서 벗어난 독특한 건축기법으로서 의미가 있다. 지금은 서울시 동작구청에서 문화·예술공간(동작아트갤러리)으로 활용하고 있다.

## 같이 보기
- 보라매공원

## 참고 자료
- 서울 구 공군사관학교 교회 - 국가유산청 국가유산포털